# 초코키스
초코키스(choco+kiss)는 비스킷에 마시멜로 같은 소를 올리고 초콜릿을 씌운 과자이다.

## 이름
- 네덜란드: 네허르준(네덜란드어: negerzoen→니그로 키스)
- 덴마크: 플뢰데볼레(덴마크어: flødebolle→크림 번)
- 독일·스위스: 쇼코쿠스(독일어: Schokokuss→초코 키스), 샤움쿠스(독일어: Schaumkuss→거품 키스)
- 오스트리아: 슈베덴봄베(독일어: Schwedenbombe→스웨덴 폭탄)
- 핀란드: 수코(핀란드어: suukko→키스)
- 헝가리: 네게르초크(헝가리어: négercsók→니그로 키스)

과거에는 니그로 키스(네덜란드어: negerzoen 네허르준[*], 덴마크어: negerkys 네예르퀴스[*], 독일어: Negerkuss 네거쿠스[*], 핀란드어: neekerinsuuko 네케린수코[*], 헝가리어: négercsók 네게르초크[*])라는 이름이 쓰였으나, 인종차별적 용어로 여겨져 많은 곳에서 이름이 바뀌었다.

## 같이 보기
- 초코파이